# Sharif Sharifov
Sharif Naidgadzhievich Sharifov (em russo:  Шариф Наидгаджавович Шарифов; Gunukh, 11 de novembro de 1988) é um lutador de estilo-livre azeri de origem russa, campeão olímpico.

## Carreira
Em Londres 2012, Sharifov conquistou a medalha de ouro na categoria até 84 kg. Competiu na Rio 2016, na qual conquistou a medalha de bronze, na categoria até 86 kg.